# دانشگاه دولتی نخجوان
دانشگاه دولتی نخجوان (آذربایجانی: Naxçıvan Dövlət Universiteti) یک دانشگاه دولتی که در سال ۱۹۶۷ میلادی در شهر نخجوان، جمهوری خودمختار نخجوان تأسیس شده‌است.

## تاریخچه
دانشگاه دولتی نخجوان به عنوان بخشی از موسسه آموزشی آذربایجان در سال ۱۹۶۷ تأسیس شد، در سال ۱۹۹۰ میلادی به دانشگاه دولتی نخجوان ارتقاء یافت. در سال ۲۰۰۳ میلادی دانشگاه در رابطه با انعقاد قرارداد با بنیاد سوروس به مدیریت جرج سوروس، این بنیاد در زمینه‌های گوناگون به این دانشگاه کمک مالی و آموزشی می‌کند.

## دانشکده
دانشکده دولتی نخجوان دارای ۷ دانشکده تخصصی به شرح ذیل می‌باشد:
- دانشکده تاریخ و فقه
- دانشکده اقتصاد و حقوق
- دانشکده علوم طبیعی و
- دانشکده فیزیک و ریاضیات
- دانشکده فنی نظامی
- دانشکده تعلیم و تربیت
- دانشکده هنر
- دانشکده پزشکی
- دانشکده داروسازی
- دانشکده دندان پزشکی